# Osei Cofi Tutu I
Osei Cofi Tutu I (Osei Kofi Tutu; c.1660-c.1717) fue uno de los fundadores del Imperio Asante, ayudado por Okomfo Anokye, su sumo sacerdote y familiar distante. Los asante son un grupo étnico akan de África Occidental. Osei Tutu lideró una confederación de estados en contra de la hegemonía regional del reino de Denkyira, derrotándolos por completo. Luego, a través de la diplomacia y de la fuerza de las armas, indujo a los demás gobernantes de las ciudades-estados asantes a declarar lealtad a Kumasi, la capital de su reino. A lo largo de su reinado fue asesorado por el ya mencionado sacerdote Okomfo Anokye, cuya autoridad espiritual sobre la gente fue esencial para asentar su imperio.
Gobernó el estado de Kumaseman entre c.1680/ c.1695-1701(ciertamente era el Kumasehene para 1695) y gobernó el Imperio Asante desde finales del 1701 hasta alrededor de 1717.

## Fundación de la Confederación Asante
El Imperio Asante fue oficialmente fundado en 1701, al ser coronado Osei Tutu como Asantehene (es decir, rey de todos los asantes), título que mantendría hasta su muerte en 1717, en una batalla contra los Akyem. Había sido el cuarto gobernante en la historia real de Asante, sucediendo a su tío Obiri Ieboá. Los asante son el grupo más numeroso de pueblos akan hablantes del idioma twi. Las sociedades akan son matrilineales, de tal forma que cada individuo pertenece a la "abusua" de su madre. La herencia, sucesión y estatus son todos determinados de manera lineal. Osei Tutu pertenecía a la abusua Oyoko.

## Antecedentes
Para mediados del siglo XVI, migraciones anteriores de los grupos de Abusua resultaron en el desarrollo de varios estados akan en un radio de 50 kilómetros alrededor de la actual Kumasi, en Ghana. La densa concentración de estados dentro de esta limitada área se debió principalmente a que la región era una fuente conocida de oro y de cola, además de que por esta zona pasaban dos rutas comerciales muy importantes, una desde Djenné y Tombuctú en el Sudán Occidental, y otra desde los estados hausa. Todos estos estados estaban bajo el dominio de los Denkyira. A mediados del siglo XVII, llegó el último de los grupos de Abusuas, los abusua Oyoko.
Aprovechando el odio mutuo que los grupos de Abusua sentían hacia sus opresores Denkyira, Osei Tutu, líder de los Oyoko, y su sacerdote-consejero Okomfo Anokye lograron unificar a estos grupos en la Unión Asante. Fue un proceso político y cultural orquestado cuidadosamente, que se implementó en etapas sucesivas.

## El taburete dorado (sikadwa)
Primero, la unión fue creada espiritualmente a través del Taburete Dorado (sikadwa), del que se dijo bajó del cielo invocado por Okomfo Anokye, y que fue explicado como una personificación del alma del pueblo asante. Según las tradiciones orales, en medio de una gran reunión de líderes, el sacerdote habría derribado ese taburete de oro (sikadwa), que cayó sobre las rodillas de Osei Tutu. Este acontecimiento simboliza el origen de la Confederación Asante. 
El gobernante—en esencia, el líder religioso y político—y ocupante del taburete dorado debía ser conocido como el Asantehene (esto es, líder de todos los asante) y, subsecuentemente, escogido de entre el linaje de Osei Tutu y Obiri Yeboa. 

## Osei Tutu como Asantehene
Tras aquel acontecimiento, Kumasi se convirtió en la capital de la Confederación Asante y Osei Tutu era ahora tanto el Kumasihene (líder de Kumasi) como el Asantehene. Se estableció un festival, llamado Festival de Odwira, una celebración anual y común que contaba con la presencia de todos los Estados miembros, y que sirvió como una fuerza unificadora para la nación. En el festival de Odwira se resolvían las disputas entre caciques. El Asantehene era el único autorizado a sentarse en el taburete de oro por haber sido elegido por los antepasados.

## El poder del líder asante
Osei Tutu, asistido por Okomfo Anokye, elaboró una nueva constitución para la Unión. El Asantehene, que también era el Kumasihene, estaba a la cabeza, y los reyes de los estados pertenecientes a la unión formaban parte del Consejo de la Unión. Sin ser el Asantehene un rey absoluto, Osei Tutu gozaba de mucho poder despótico. No sólo era la cabeza del poder ejecutivo, también era técnicamente el sumo sacerdote, si bien en la práctica tenía que deferirse a los sacerdotes reales. Su capacidad como sumo sacerdote significaba que nunca iba a necesitar mantener grandes ejércitos permanentes para controlar a su pueblo, como debían hacerlo los príncipes europeos. Esto debido a que él mismo representaba no sólo el estado, sino también la sociedad. Poseía una suerte de autoridad carismática en la cual atacar al rey era lo mismo que atacar a los ancestros.
En tanto uno de los principales objetivos para formar la Unión Asante era derrocar a los Denkyira, Osei Tutu enfatizó especialmente la organización militar de la Unión. Adoptando supuestamente la organización militar de los Akwamu, refinó el ejército hasta convertirlo en una unidad de combate eficaz y eficiente. Usó una formación de pinzas en la cual los soldados atacaban desde la izquierda, derecha y la retaguardia. Esta formación fue posteriormente adoptada por todos los pequeños estados que fueron anexados por el estado de Asante debido a su éxito. Osei Tutu creó un ejército que ocupaba cerca de la quinta parte de la población, cuyo contingente se estimó en mediados del siglo XIX en 80 mil hombres. También tenía un número constante de individuos que podían enviarse al ejército, provenientes de los pueblos confederados.

## Expansión del Imperio

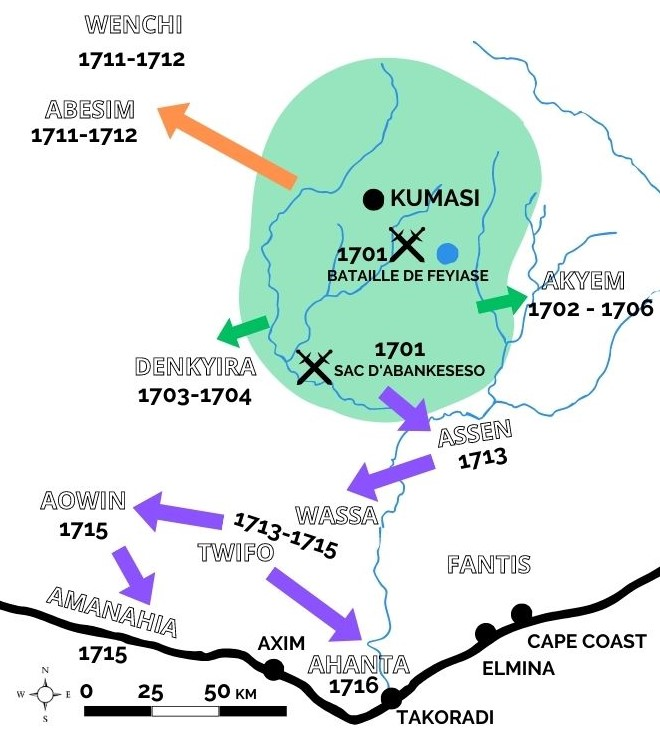
Esquema simplificado de las diversas campañas lideradas por Osei Tutu. En verde, la guerra contra Denkyira, seguida de la guerra contra los Akyems y la búsqueda de refugiados de Denkyira. En naranja, la guerra contra Wenchi. En morado, las campañas de expansión hacia la costa, pasando por los estados de Aowin, Twifo, Wassa y Nzema, cerca de la costa, con la intervención en el Cabo de Tres Puntas.

Con la Confederación asante firmemente establecida y su organización militar en su sitio, Osei Tutu se embarcó en guerras de expansión y de venganza.
Después de vengar la muerte de su tío a manos de los Dormaa y de poner en línea a algunos estados recalcitrantes, Osei Tutu se centró en los Denkyira. En 1701, la derrota total de los reinos vecinos puso a los asante en los ojos de los europeos en la costa por primera vez. La victoria rompió el dominio que aquellos reinos tenían sobre la ruta comercial hacia la costa y allanó el camino para que los asante aumentaran el comercio con los europeos.

## Muerte
En 1717, Osei Tutu cayó en una guerra contra los Akyem. Al comenzar la batalla, había subestimado a sus enemigos, creyendo que eran pocos en número. Entró en batalla sin sus habituales "amuletos mágicos" e incluso dejó parte de su armadura en Kumasi, su capital. Un día, mientras cruzaba el río Pra en una canoa, fue alcanzado por balas de francotiradores, que se escondían en la densa línea de árboles. Murió minutos después, mientras pronunciaba estas palabras: "Ankah me nim a" ("Si tan sólo hubiera sabido"), aparentemente arrepintiéndose de no haber tomado en serio la amenaza. Desde entonces, hasta el día de hoy, el ocupante del taburete dorado tiene prohibido cruzar el río Pra.

## Legado
Osei Tutu, junto con su consejero Okomfo Anokye, forjaron la Unión Asante a partir de varios grupos diferentes de Abusua, que olvidaron sus antiguas rivalidades y el odio entre ellos a causa de un bien común: el derrocamiento de su opresor común, los Denkyira. No sólo les unió a través de un enemigo común, sino también por medio de una hábil política matrimonial y una presión diplomática precedida por amenazas de conquistas. Utilizando hábilmente una combinación de dogmas espirituales y destreza política, y apoyado eficazamente en su capacidad militar, Osei Tutu triplicó el tamaño del pequeño reino de Kumasi que había heredado de su tío Obiri Yeboa y puso las bases del Imperio Asante en el proceso. 
Un santuario en la ciudad de Anyinam conmemora el nacimiento de Osei Tutu. El jefe de la aldea le dijo al historiador y conferencista Gus Casely-Hayford, refiriéndose a Osei Tutu, que: "Fue más que un hombre, fue nuestro mesías, valiente, inteligente, alguien que, casi solo con fuerza de su voluntad, forjó este país. Construyó una cultura, una que no fue resultado de la evolución; una que fue hecha por un gran hombre".